# Marzęcino
Marzęcino (Duits: Jungfer) is een plaats in het Poolse district  Nowodworski (Pommeren), woiwodschap Pommeren. De plaats maakt deel uit van de gemeente Nowy Dwór Gdański en telt 700 inwoners.